# واين هايز
واين هايز (بالإنجليزية: Wayne Hays)‏ (و. 1911 – 1989 م) هو سياسي من الولايات المتحدة الأمريكية .
وهو عضو في الحزب الديمقراطي الأمريكي .

## التعليم
تعلم في جامعة ولاية أوهايو.